# Ershilidian (köpinghuvudort i Kina, Xinjiang Uygur Zizhiqu, lat 44,16, long 86,97)
Ershilidian (kinesiska: 二十里店, 二十里店镇) är en köpinghuvudort i Kina. Den ligger i den autonoma regionen Xinjiang, i den nordvästra delen av landet, omkring 63 kilometer nordväst om regionhuvudstaden Ürümqi. Antalet invånare är 14 320. Befolkningen består av 6 768 kvinnor och 7 552 män. Barn under 15 år utgör 16,0 %, vuxna 15-64 år 75 %, och äldre över 65 år 8,0 %.
Runt Ershilidian är det ganska tätbefolkat, med 62 invånare per kvadratkilometer. Närmaste större samhälle är Khutubi, 7,4 km nordväst om Ershilidian. Trakten runt Ershilidian består i huvudsak av gräsmarker.
Genomsnittlig årsnederbörd är 188 millimeter. Den regnigaste månaden är juli, med i genomsnitt 26 mm nederbörd, och den torraste är januari, med 8 mm nederbörd.